# Hish

Insígnia do Hish.

O Hish (em hebraico:  חי"ש, uma abreviatura de Heil hasadê [em hebraico:  חיל השדה]) foi um corpo formado pelo Haganá no Mandato Britânico da Palestina em 1939, após a dissolução da força mobilizada menor conhecida como Fosh. Era o principal corpo de superfície do Haganá, ao lado do Him e do Palmach.

## História
1939 foi um ponto de inflexão para as forças de defesa judaicas. Orde Wingate foi transferido para fora da Palestina e o Fosh foi substituído por uma "Força/Corpo de Campanha" menos móvel, mas permanente, Heil Sadeh ou a sigla Hish. As forças foram formadas com homens com treinamento militar básico em unidades da Guarda Nacional, Heil Mishmar e Him. Com o Plugot Meyuhadot (Pum) como "Companhias Especiais" secretas para travar uma guerra contra-terrorismo contra os árabes.
O Hish consistia na Brigada Levanoni, Brigada Carmeli, Brigada Golani, Brigada Kiryati, Brigada Alexandroni, Brigada Etzioni, Brigada Givati e Brigada Oded.